# Bibliografia sobre o amor
Esta lista relaciona livros sobre o amor:

## Edições em português
Obras relacionadas a partir de edições em português: 
| Autor                                 | Título                                                                              | Dados da edição                                                                                       | Data |
| ------------------------------------- | ----------------------------------------------------------------------------------- | --- | ---- |
| Erich Fromm                           | A Arte de Amar (The Art of Loving)                                                  | (trad. Milton Amado), Ed. Itatiaia Ltda, Belo Horizonte, 4ª ed                                        | 1964 |
| Leandro Konder                        | Sobre o amor                                                                        | São Paulo: Boitempo, 176 p., ISBN 978-85-7559-094-2                                                   | 2007 |
| Carlos Rodrigues Brandão              | Aprender o Amor: Sobre um afeto que se aprende a viver                              | Campinas: Papirus, ISBN 8530607928                                                                    | 2005 |
| Nicholas C. Demetrius, Edwin L. Lonts | O Despertar do Amor: Cura Espiritual na Prática da Psicologia e da Medicina         | São Paulo: Pensamento-Cultrix, ISBN 8531606799                                                        | 2007 |
| Lucy Vincent                          | Por que nos Apaixonamos                                                             | Rio de Janeiro: Ediouro                                                                               | 2005 |
| J. F. Costa                           | Sem fraude nem favor – estudos sobre o amor romântico                               | Rio de Janeiro: Rocco: 5ª ed.                                                                         | 1999 |
| Alan Macfarlane                       | História do Casamento e do Amor – Inglaterra (1300-1840)                            | São Paulo: Companhia das Letras                                                                       | 1990 |
| Mary Del Priore                       | História do amor no Brasil                                                          | São Paulo: Editora Contexto, 336 p., ISBN 8572446745                                                  | 2009 |
| Nadiá Paulo Ferreira                  | A teoria do amor                                                                    | Rio de Janeiro: Zahar, 70 p, ISBN 9788571107779 Título alternativo: "A Teoria do Amor na Psicanálise" | 2004 |
| Anthony Giddens                       | A Transformação da Intimidade: Sexualidade, Amor e Erotismo nas Sociedades Modernas | São Paulo: Editora da Universidade Estadual Paulista (Unesp), ISBN 8571390371                         | 2003 |
| Zygmunt Bauman                        | Amor Líquido: Sobre a Fragilidade dos Laços Humanos                                 | Rio de Janeiro: Zahar, ISBN 8571107955                                                                | 2004 |
| André Lázaro                          | Amor: do mito ao mercado                                                            | Petrópolis: Vozes, ISBN 853261681X                                                                    | 1996 |
| Denis de Rougemont                    | O Amor e o Ocidente                                                                 | Rio de Janeiro: ed. Guanabara                                                                         | 1953 |
| Betty Milan                           | E o que é o amor?                                                                   | Rio de Janeiro: Record, 110 p., ISBN 8501055727                                                       | 1999 |
| Marina Colasanti                      | E por falar em amor                                                                 | Rio de Janeiro: Rocco, 22ª ed, 307 p., ISBN 8532503470                                                | 1992 |
| Julia Kristeva                        | Histórias de amor                                                                   | Rio de Janeiro: Paz e Terra (trad. Leda Tenório da Motta)                                             | 1988 |
| Beatriz Helena Paranhos Cardella      | O amor na relação terapêutica                                                       | Summus Editorial, 79 páginas                                                                          | 1994 |
| Bárbara de Angelis                    | Paixão                                                                              | Rio de Janeiro: Record                                                                                | 1998 |
| Nathaniel Branden                     | A psicologia do amor                                                                | Rio de Janeiro: Record/Rosa dos Tempos                                                                | 1998 |
| Jurandir Freire Costa                 | Sem fraude nem favor: estudos sobre o amor romântico                                | Rio de Janeiro: Rocco                                                                                 | 1998 |
| Flávio Gikovate                       | Falando de amor.Dificuldades do amor – estudo sobre o comportamento amoroso         | São Paulo: Círculo do Livro                                                                           | 1982 |
| Flávio Gikovate                       | Ensaios sobre o amor e a solidão                                                    | São Paulo: MG Editores Associados                                                                     | 1998 |
| Robert A. Johnson                     | We: a chave da psicologia do amor romântico                                         | São Paulo: Mercuryo                                                                                   | 1997 |
| Jacob Needleman.                      | Sobre o amor                                                                        | Rio de Janeiro: Ediouro                                                                               | 1998 |
| Octavio Paz                           | A dupla chama - amor e erotismo                                                     | São Paulo: Siciliano                                                                                  | 1994 |
| Leo Buscaglia                         | Amor                                                                                | 12ª ed. Rio de Janeiro: Record                                                                        | 1972 |
| Maria de Lourdes Borges               | Amor                                                                                | Rio de Janeiro: Jorge Zahar Editor, ISBN 8571107939                                                   | 2004 |
| Elisabeth Badinter                    | Um amor conquistado: o mito do amor materno                                         | Rio de Janeiro. Nova Fronteira, 370 p.                                                                | 1985 |
| George Simmel                         | Filosofia do Amor                                                                   | São Paulo: Martins Fontes                                                                             | 1993 |
| Cibele Facichak                       | Sexo, amor, endorfinas e bobagens: a ciência por trás dos sentimentos               | São Paulo: Matrix Editora                                                                             | 2006 |
| Nadiá Paulo Ferreira                  | Amor, Ódio e Ignorância                                                             | Rio de Janeiro: APERJ/ContraCapa, 190 pág.                                                            | 2005 |
| Roland Barthes                        | Fragmentos de um discurso amoroso                                                   | Rio de Janeiro, Francisco Alves                                                                       | 1981 |
| André Capelão                         | Tratado do amor cortês                                                              | São Paulo, Martins Fontes, col. Gandhara                                                              | 2000 |
| Denise Maurano                        | A face oculta do amor: A tragédia à luz da psicanálise                              | Rio de Janeiro/ Juiz de Fora, Imago/UFJF                                                              | 2001 |
| Sérgio Nazar David (org.)             | Paixão e revolução                                                                  | Rio de Janeiro, Eduerj, col. Clepsidra (vol. 1)                                                       | 1996 |
| Sérgio Nazar David (org.)             | Ainda o amor                                                                        | Rio de Janeiro, Eduerj, col. Clepsidra (vol. 3)                                                       | 1999 |
| Sigmund Freud                         | Observações sobre o amor transferencial                                             | Rio de Janeiro, Imago, ESB vol.XII                                                                    | 1969 |

## Em inglês

Capa de Research on Altruism and Love.

No idioma inglês a relação da bibliografia sobre o amor é objeto de livro como o escrito por Stephen G. Post, Byron R. Johnson, Michael E. McCullough e Jeffrey P. Schloss, intitulado "Research on Altruism and Love: An Annotated Bibliography of Major Studies in Psychology, Sociology, Evolutionary Biology, and Theology" (Templeton Press, 2003, 256 pág., ISBN 978-1932031324) onde os autores relacionam e comentam as obras acerca do amor.
Esta obra relaciona os escritos clássicos (que vão de Platão, Aristóteles, Santo Agostinho, Lutero a Kierkegaard ou Gandhi) onde a questão principal que se aborda é a "natureza do amor"; uma segunda bibliografia tem por foco a psicologia social; a terceira parte traz sobre a visão da biologia evolucionária e, finalmente, a quarta relação de obras traz o título de "Sociologia do Voluntariado Baseado na Fé", que trata das obras relacionadas à ajuda comportamental e também organizações religiosas ou voluntárias.
Algumas obras publicadas em língua inglesa que abordam o amor, sob uma determinada ótica ou sobre a percepção do amor em seus mais variados aspectos:
| Autor                               | Título                                                                                     | Dados da edição | Data |
| ----------------------------------- | ------------------------------------------------------------------------------------------ | --- | ---- |
| Barbara S. Andrew                   | Love, Freedom, and Self-Knowledge : A Response to Meline.                                  | In Adrianne Leigh McEvoy (ed.), Sex, Love, and Friendship: Studies of the Society for the Philosophy of Sex and Love: 1993-2003. Rodopi | 2011 |
| Benjamin Bagley                     | Loving Someone in Particular                                                               | Ethics | 2015 |
| Vincent Brümmer                     | The Model of Love: A Study in Philosophical Theology                                       | Cambridge University Press | 1993 |
| Leo F. Buscaglia                    | Love                                                                                       | Thorofare, N.J.,C. B. Slack | 1972 |
| Charles Richard Cammell             | Dante Gabriel Rossetti and the Philosophy of Love                                          | R. West | 1933 |
| Haridas Chaudhuri                   | The Philosophy of Love                                                                     | Routledge & Kegan Paul | 1987 |
| Neil Delaney                        | Romantic Love and Loving Commitment: Articulating a Modern Ideal                           | American Philosophical Quarterly | 1996 |
| İlham Dilman                        | Love: Its Forms, Dimensions, and Paradoxes                                                 | St. Martin's Press | 1998 |
| Verrier Elwin                       | A Philosophy of Love                                                                       | [Delhi] Publications Division, Ministry of Information and Broadcasting                                                                 | 1962 |
| Rachel Fredericks                   | Review of Love and Its Objects: What Can We Care For?                                      | Hypatia Reviews Online:NA | 2016 |
| Everett Fulmer                      | Love, Justice, and Divine Simplicity                                                       | In Ingolf Dalferth (ed.), Claremont Studies in the Philosophy of Religion: Love and Justice. Mohr Siebeck                               |      |
| Christopher Grau                    | Love and History                                                                           | Southern Journal of Philosophy | 2010 |
| Bennett W. Helm                     | Love, Friendship, and the Self: Intimacy, Identification, and the Social Nature of Persons | Oxford University Press | 2010 |
| Bennett W. Helm                     | Self-Love and the Structure of Personal Values                                             | In Verena Mayer & Mikko Salmela (eds.), Emotions, Ethics, and Authenticity. John Benjamins                                              | 2009 |
| Bennett W. Helm                     | Love, Identification, and the Emotions                                                     | American Philosophical Quarterly | 2009 |
| Philip Hofer                        | On the Nature of Love                                                                      | Hofer | 1970 |
| Filip Ivanovic                      | Ancient EROS and Medieval AGAPE: The Concept of Love in Plato and Maximus the Confessor    | In Konstantinos Boudouris & Maria Adam (eds.), Greek Philosophy and the Issues of Our Age II. Ionia Publication                         | 2009 |
| Carrie Jenkins                      | What Love Is And What It Could Be                                                          | Basic Books |      |
| Simon Keller                        | How Do I Love Thee? Let Me Count the Properties                                            | American Philosophical Quarterly | 2000 |
| Eloy LaBrada                        | Unlivable Loves: Hélisenne, Nietzsche, and the Metaphysics of Love                         | JNT: Journal of Narrative Theory | 2016 |
| Roger E. Lamb (ed.)                 | Love Analyzed                                                                              | Westview Press | 1997 |
| Erich Hatala Matthes                | Love in Spite Of                                                                           | Oxford Studies in Normative Ethics |      |
| Verena Mayer & Mikko Salmela (eds.) | Emotions, Ethics, and Authenticity                                                         | John Benjamins | 2009 |
| David Mertz                         | Whither Romantic Love                                                                      | In Adrianne Leigh McEvoy (ed.), Sex, Love, and Friendship: Studies of the Society for the Philosophy of Sex and Love: 1993-2003. Rodopi | 2011 |
| Alexander Moseley                   | Philosophy of Love                                                                         | Internet Encyclopedia of Philosophy |      |
| Hichem Naar                         | A Dispositional Theory of Love                                                             | Pacific Philosophical Quarterly | 2013 |
| W. Newton-Smith                     | A Conceptual Analysis of Love                                                              | In Philosophy and Personal Relationships                                                                                                | 1973 |
| David L. Norton (ed.)               | Philosophies of Love                                                                       | San Francisco,Chandler Pub. Co. | 1971 |
| James Park                          | Authentic Love: An Existential Vision                                                      | Existential Books | 1976 |
| Carolyn Price                       | What is the Point of Love?                                                                 | International Journal of Philosophical Studies 20                                                                                       | 2012 |
| Brendan Shea                        | Climbing the Ladder of Love                                                                | In Adam Barkman & Robert Arp (eds.), Downton Abbey and Philosophy: Thinking in the Manor. Open Court                                    | 2015 |
| Irving Singer                       | The Nature of Love                                                                         | MIT Press | 2009 |
| Sarita Singh                        | P.B. Shelley's Philosophy of Love                                                          | Mittal Publications | 1988 |
| Thomas H. Smith                     | Romantic Love                                                                              | Essays in Philosophy 12 | 2011 |
| Alan Soble                          | The Philosophy of Sex and Love: An Introduction                                            | Paragon House | 2008 |
| Alan Soble                          | The Coherence of Love                                                                      | Philosophy and Theology 12 | 2000 |
| Pierre Teilhard de Chardin          | On Love                                                                                    | New York, Harper & Row | 1972 |
| Paul Voice                          | The Authority of Love as Sentimental Contract                                              | Essays in Philosophy 12 | 2011 |
| Francesco Alberoni.                 | I Love You.                                                                                | Cooperativa Libraria I.U.L.M., Milão, 421p.                                                                                             | 1996 |
| Norman Z. Alcock                    | The Logic of Love                                                                          | CPRI Press, Oakville, 156p. | 1976 |
| Hannah Arendt                       | Love and Saint Augustine                                                                   | University of Chicago Press, Chicago, 233p. (Editado e comentado por Joanna Vecchiarelli Scott e Judith Chelius Stark)                  | 1996 |

## Em alemão
Algumas obras no idioma alemão sobre o amor:
| Autor                                         | Título                                                                                                   | Dados da edição | Data |
| --------------------------------------------- | --- | --- | ---- |
| Marsilio Ficino                               | Über die Liebe oder Platons Gastmahl                                                                     | Auflage. Meiner, Hamburgo, ISBN 3-7873-1189-0. | 1994 |
| Erich Fromm                                   | Die Kunst des Liebens                                                                                    | Auflage. Ullstein, Munique, ISBN 3-612-26745-0.                                                                                                   | 2001 |
| Josef Pieper                                  | Über die Liebe                                                                                           | Auflage. Kösel, Munique, ISBN 3-466-40131-3. | 1992 |
| Werner Schüßler, Marc Röbel (Org.)            | LIEBE – mehr als ein Gefühl. Philosophie – Theologie – Einzelwissenschaften.                             | Schöningh, Paderborn, ISBN 978-3-506-78513-8. | 2016 |
| Max Scheler                                   | Wesen und Formen der Sympathie.                                                                          | Bouvier, Bonn, ISBN 3-416-02910-0. | 1999 |
| C.S. Lewis                                    | Was man Liebe nennt: Zuneigung, Freundschaft, Eros, Agape.                                               | Auflage. Brunnen, Basel, ISBN 3-7655-3266-5. | 2004 |
| Stendhal                                      | Über die Liebe.                                                                                          | Auflage. Insel, Frankfurt am Main, ISBN 3-458-31824-0.                                                                                            | 1989 |
| José Ortega y Gasset                          | Über die Liebe. Meditationen.                                                                            | Dtv, Munique, ISBN 3-423-19025-6. | 1993 |
| Roland Barthes                                | Fragmente einer Sprache der Liebe.                                                                       | Suhrkamp, Frankfurt am Main, ISBN 3-518-38086-9.                                                                                                  | 2005 |
| Karl Grammer                                  | Signale der Liebe.                                                                                       | Dtv, Munique, ISBN 3-423-30498-7. | 1995 |
| Robert A. Johnson                             | Traumvorstellung der Liebe. Der Irrtum des Abendlandes.                                                  | Auflage. Walter, Olten u. a., ISBN 3-530-40391-1.                                                                                                 | 1988 |
| Kai Buchholz (Org.)                           | Liebe. Ein philosophisches Lesebuch.                                                                     | Goldmann Verlag, Munique, ISBN 978-3-442-07756-4.                                                                                                 | 2007 |
| Harry Frankfurt                               | Gründe der Liebe.                                                                                        | Suhrkamp, Frankfurt am Main | 2005 |
| Axel Honneth                                  | Liebe und Moral. Zum moralischen Gehalt affektiver Bindungen.                                            | In: Axel Honneth: Das Andere der Gerechtigkeit. Aufsätze zur praktischen Philosophie. Suhrkamp, Frankfurt am Main, ISBN 3-518-29091-6, S. 216 ff. | 2000 |
| Maik Hosang                                   | Liebe in Zeiten des Klimawandels.                                                                        | Phänomen Verlag, Hamburgo, ISBN 978-3-933321-72-5.                                                                                                | 2008 |
| Martha Nussbaum                               | Konstruktion der Liebe, des Begehrens und der Fürsorge. Drei philosophische Aufsätze.                    | Reclam, Stuttgart | 2002 |
| Wilhelm Schmid                                | Die Liebe neu erfinden.                                                                                  | Suhrkamp, Frankfurt am Main, ISBN 978-3-518-42203-8.                                                                                              | 2010 |
| Stascha Rohmer                                | Liebe – Zukunft einer Emotion                                                                            | Friburgo/Munique: Karl Alber. ISBN 978-3-495-48317-6                                                                                              | 2008 |
| Peter Lauster                                 | Die Liebe: Psychologie eines Phänomens.                                                                  | Auflage. Rowohlt, Reinbek bei Hamburgo, ISBN 3-499-17677-7.                                                                                       | 2004 |
| Harry Harlow                                  | Das Wesen der Liebe.                                                                                     | In: Otto M. Ewert (Org.): Entwicklungspsychologie. Band 1. Kiepenheuer & Witsch, Colônia, S. 129–135.                                             | 1972 |
| Nadine Bauers                                 | Psychologische Aspekte der Liebe. Neuere Befunde.                                                        | jmb Verlag, Hannover, ISBN 978-3-944342-86-3. | 2016 |
| Georges Bataille                              | Die Erotik.                                                                                              | Matthes & Seitz, Munique, ISBN 3-88221-253-5. | 1994 |
| Ulrich Beck, Elisabeth Beck-Gernsheim         | Das ganz normale Chaos der Liebe.                                                                        | Suhrkamp, Frankfurt am Main | 1990 |
| Ulrich Beck, Elisabeth Beck-Gernsheim         | Fernliebe. Lebensformen im globalen Zeitalter.                                                           | Suhrkamp, Frankfurt am Main. | 2011 |
| Christoph Egen                                | Zur Sozio- und Psychogenese der romantischen Liebesvorstellung in westeuropäischen Gesellschaften.       | Cuvillier, Göttingen, ISBN 978-3-86955-199-9. | 2009 |
| Werner Faulstich (Org.)                       | Liebe 2000. Konzepte von Liebe in der populären Kultur heute.                                            | Wissenschaftler-Verlag, Bardowick, ISBN 3-89153-034-X.                                                                                            | 2002 |
| Peter Fuchs                                   | Liebe, Sex und solche Sachen. Zur Konstruktion moderner Intimsysteme.                                    | UVK, Konstanz, ISBN 3-87940-663-4. | 1999 |
| Doris Guth, Heide Hammer (Org.)               | Love me or leave me. Liebeskonstrukte in der Populärkultur.                                              | Campus Verlag, Frankfurt am Main/ New York. | 2009 |
| Kornelia Hahn, Günter Burkart (Org.)          | Liebe am Ende des 20. Jahrhunderts. Studien zur Soziologie intimer Beziehungen.                          | Leske + Budrich, Opladen. | 1998 |
| Karl Otto Hondrich                            | Liebe in den Zeiten der Weltgesellschaft.                                                                | Suhrkamp, Frankfurt am Main. | 2004 |
| Eva Illouz                                    | Der Konsum der Romantik. Liebe und die kulturellen Widersprüche des Kapitalismus.                        | Suhrkamp, Frankfurt am Main, ISBN 978-3-518-29458-1.                                                                                              | 2007 |
| Eva Illouz                                    | Warum Liebe weh tut. Eine soziologische Erklärung.                                                       | Suhrkamp, Frankfurt am Main | 2011 |
| Jean-Claude Kaufmann                          | Der Morgen danach. Wie eine Liebesgeschichte beginnt.                                                    | UVK, Konstanz | 2004 |
| Svjetlan Lacko Vidulić                        | Lieben heute.                                                                                            | Praesens Verlag, Viena, ISBN 978-3-7069-0389-9.                                                                                                   | 2007 |
| Annemarie Leibbrand-Wettley, Werner Leibbrand | Formen des Eros. Kultur- und Geistesgeschichte der Liebe.                                                | (= Orbis academicus. Sonderbände 3/1-2). 2 Bände. Alber, Friburgo/ Munique, ISBN 3-495-47256-8.                                                   | 1972 |
| Karl Lenz                                     | Soziologie der Zweierbeziehung. Eine Einführung.                                                         | Auflage. Westdeutscher Verlag, Wiesbaden, ISBN 3-531-33348-8.                                                                                     | 2003 |
| Niklas Luhmann                                | Liebe als Passion. Zur Codierung von Intimität.                                                          | Auflage. Suhrkamp, Frankfurt am Main, ISBN 3-518-28724-9.                                                                                         | 2003 |
| Niklas Luhmann                                | Liebe. Eine Übung.                                                                                       | Hrsg. von André Kieserling. Suhrkamp, Frankfurt am Main                                                                                           | 2008 |
| Regina Mahlmann                               | Was verstehst du unter Liebe? Ideale und Konflikte von der Frühromantik bis heute.                       | Wiss. Buchgesellschaft/ Primus Verlag, Darmstadt, ISBN 3-89678-468-4.                                                                             | 2003 |
| Yvonne Niekrenz, Dirk Villányi (Org.)         | LiebesErklärungen. Intimbeziehungen aus soziologischer Perspektive.                                      | VS Verlag, Wiesbaden | 2008 |
| Paul Ridder                                   | Sonette gegen Liebesschmerz. Bibliotherapie in der Medizingeschichte.                                    | Verlag für Gesundheitswissenschaften, Greven, ISBN 978-3-9807065-6-8.                                                                             | 2008 |
| Christian Schuldt                             | Der Code des Herzens. Liebe und Sex in den Zeiten maximaler Möglichkeiten.                               | Eichborn, Frankfurt am Main, ISBN 3-8218-5592-4.                                                                                                  | 2004 |
| Kurt Starke                                   | Nichts als die reine Liebe. Beziehungsbiographien und Sexualität im sozialen und psychologischen Wandel. | Pabst, Lengerich u. a. | 2005 |